# Новопокровка (Чуйская область)
Новопокровка (кирг. Новопокровка, ранее — Ново-Покровка) — село в Кыргызстане, центр (частично) Новопокровского аильного и Логвиненовского аильного округов Ысык-Атинского района Чуйской области.

## География
Село расположено в нескольких километрах к северо-западу от районного центра — города Кант и к востоку от столицы Кыргызстана Бишкека.

## Население
Население по переписи 2009 года составляло 6217 человек. Село многонациональное.

## Известные уроженцы, жители
- Шварцкопф, Лилли (род. 1983) — немецкая легкоатлетка, которая специализируется в многоборье. Серебряный призёр Олимпийских игр 2012 года и бронзовый призёр чемпионата Европы 2006 года в семиборье.

## Инфраструктура
Личное подсобное хозяйство с зоной сельскохозяйственного использования, индивидуальная застройка усадебного типа.
В селе имеются три общеобразовательные школы/лицеи.
Имеется 2 мечети, русская православная и баптистская церкви.

## Транспорт
Новопокровку разрезает шоссе Бишкек — Каракол. Между Новопокровкой и Бишкеком работают рейсовые маршрутки 163, 344, 134, 162. К югу от села находится железнодорожная линия Бишкек — Балыкчи. Поезда останавливаются в Новопокровке только при необходимости.